# Fursy Teyssier
Fursy Teyssier (22 settembre 1985) è un musicista, regista e disegnatore francese.
Polistrumentista, è fondatore del progetto musicale Les Discrets. Suona inoltre il basso nei concerti live degli Empyrium. È stato inoltre chitarrista e bassista negli Amesoeurs, e il bassista nei concerti live degli Alcest (ha inoltre composto la canzone "Abysses" nell'album Écailles de Lune).
Come disegnatore, ha realizzato gli artwork di numerosi album, compresa tutta la discografia degli Alcest e dei Les Discrets. Ha realizzato inoltre gli artwork di alcune altre band, quali ad esempio Agalloch e Morbid Angel. Dirige inoltre svariati cortometraggi animati.

## Discografia

### Amesoeurs
- Amesoeurs (2009)

### Les Discrets
- Septembre et Ses Dernières Pensées (2010)
- Ariettes oubliées... (2012)
- Les Discrets / Alcest (2009)
- Les Discrets / Arctic Plateau (2011)

### Collaborazioni

#### Alcest
- Écailles de Lune (2007)

#### Arctic Plateau
- The Enemy Inside (2012)

## Artwork
- Fake Oddity - Pink Strasse (2005)
- Amesoeurs - Ruines Humaines (2006)
- Alcest - Souvenirs d'un autre monde (2007)
- Alcest/Angmar - Aux Funérailles du Monde.../Tristesse Hivernale (2007)
- Miserere Luminis - Miserere Luminis (2008)
- Lantlôs - Lantlôs (2008)
- Underjordiska/Spectral Lore - Underjordiska/Spectral Lore (2008)
- Neun Welten - Destrunken (2009)
- Woods of Ypres - Allure of the Earth (2009)
- Arctic Plateau - On A Sad Sunny Day (2009)
- Alcest/Les Discrets - Alcest/Les Discrest (2009)
- Alcest - Écailles de Lune (2010)
- Agalloch - The Wooden Box (2010)
- The Northern Ontario Black Metal Preservation Society - Future Northern Prosperity (2010)
- Les Discrets - Septembre et Ses Dernières Pensées (2010)
- A.A.V.V. - Whom The Moon A Nightsong Sings (2010)
- Drudkh - Handful of Stars (2010)
- Lantlôs - .neon (2010)
- Woods of Ypres - Home (2011)
- Les Discrets/Arctic Plateau - Les Discrets/Arctic Plateau (2011)
- Morbid Angel - Illud Divinum Insanus – The Remixes (2012)
- Alcest - Les Voyages de l'âme (2012)
- Arctic Plateau - The Enemy Inside (2012)
- Les Discrets - Ariettes oubliées... (2012)
- Sombres Forêts - La mort du soleil (2013)